# Proxima (mission)
 (juillet 2021).
Pour les articles homonymes, voir Proxima.
Proxima est une mission de l'Agence spatiale européenne réalisée par Thomas Pesquet lors de son séjour de six mois dans la Station spatiale internationale de novembre 2016 à mai 2017 dans le cadre des expéditions 50 et 51. Il contribua à 62 expériences coordonnées par l'Agence spatiale européenne et le Centre national d'études spatiales ainsi qu'à 55 autres expériences des agences spatiales américaine, canadienne et japonaise. Thomas Pesquet effectua des expériences précieuses pour l’Europe dans le laboratoire européen Columbus qui viseront à faire avancer la connaissance du corps humain, la physique et la biologie. Les résultats apporteront des informations utiles pour les futures missions d’exploration spatiale.

## Nom
Le nom de la mission, Proxima, a été choisi par Thomas Pesquet parmi plus de 1 300 propositions reçues dans le cadre d'un concours organisé par l'Agence spatiale européenne en 2015. Ce nom fait référence à Proxima du Centaure, ou Proxima Centauri en latin (littéralement « [l'étoile] la plus proche du Centaure »), l'étoile la plus proche du Système solaire. Ce nom perpétue ainsi la tradition française de baptiser les missions des astronautes du nom d'une étoile ou d'une constellation.
C’est la proposition de Samuel Planas de Toulouse, 13 ans, qui a été retenue.
« À cause de sa proximité, on a souvent présenté Proxima Centauri comme la destination la plus logique pour un premier voyage interstellaire », explique Samuel, « mais Proxima rime aussi avec proximité et évoque l'idée que les vols habités ont des retombées directes pour les gens sur Terre. »

## Écusson

Logo de la mission Proxima

L'écusson de la mission Proxima est un disque bleu (trois couches, de clair à foncé du centre vers l'extérieur) entouré d'une fine bordure grise. Le nom de la mission, Proxima, apparaît en blanc, entièrement en minuscules, au milieu de l'écusson. Le x se situe exactement au centre de l'écusson et symbolise l'étoile Proxima du Centaure. Il fait également référence à l'inconnu et au fait que Thomas Pesquet est (ou tout du moins, à la création de l'écusson, devait devenir) le dixième astronaute français à se rendre dans l'espace. Juste au-dessus du x, trois petits lignes verticales de couleurs bleue, blanche et rouge forment la silhouette de la Station spatiale internationale et représentent respectivement la Terre, la Lune et Mars. Les couleurs sont aussi un clin d'œil au drapeau français. Deux corps célestes sphériques présentant un fin croissant du côté gauche de l'écusson recouvrent une partie des bandes bleues. Les croissants sont colorés en gris, le même que la bordure de l'écusson, par opposition au reste des corps qui sont en bleu foncé, le même que celui de la bande bleue externe. Enfin, des traînées d'étoiles partent du centre de l'écusson et couvrent le disque bleu. Ces traînées évoquent les futures missions habitées au-delà de l'orbite terrestre basse.

## Contexte
Thomas Pesquet est le deuxième Français à réaliser un vol de longue durée sur la Station spatiale internationale, après Léopold Eyharts en 2008. Il est en fait le premier Français en dix ans dans l'espace, ce qui explique l'engouement qu'a pu avoir le public pour la mission. Il est le quatrième français à visiter la station et le dixième dans l'espace. Sa mission est la onzième de longue durée pour un Européen dans l'ISS. Il est le dernier de sa sélection, les Shenanigans, à partir en mission. Thomas a été assigné à cette mission en 2014.
Soyouz MS-03 a décollé depuis le cosmodrome de Baïkonour le 17 novembre 2016 à 20 h 20 UTC.
Il s'est amarré avec succès à la Station spatiale internationale le 19 novembre 2016 à 21 h 58 UTC après une série de manœuvres orbitales, avec plus de trois minutes d'avance sur le programme, qui prévoyait un amarrage à 22 h 1 UTC.
Un équipage réduit, composé uniquement d'Oleg Novitski et de Thomas Pesquet, est revenu sur Terre le 2 juin 2017 à 14 h 10 UTC.

## Expériences
Thomas Pesquet a contribué à 62 expériences coordonnées par l'Agence spatiale européenne (ESA) et le Centre national d'études spatiales (CNES). Ces expériences ont pour but de faire avancer les connaissances du corps humain, notamment ses réactions dans l'espace, la physiologie humaine ainsi que de faire avancer la physique et la biologie, et à démontrer de nouvelles technologies à bord de la Station spatiale internationale. Le but est d'en savoir plus sur les compétences cognitives et motrices, ainsi que sur les os et la santé musculaire pour les futures missions spatiale.